# Seiiči Itó
Seiiči Itó (japonsky: 伊藤 整一, Itó Seiiči, 26. července 1890 – 7. dubna 1945) byl japonský admirál a koncem druhé světové války též velitel 2. kantai (艦隊 ~ loďstvo) císařského námořnictva.
Velitelem 2. kantai se jako viceadmirál stal v prosinci 1944 a z této pozice velel v dubnu 1945 poslední větší ofenzívě japonského námořnictva celého konfliktu, operaci Ten-gó. Vedl svaz skládající se z obří bitevní lodě Jamato, lehkého křižníku Jahagi a 8 torpédoborců k útoku na americké síly u Okinawy. Ale už během cesty k Okinawě byl svaz napaden letadly z amerických letadlových lodí a při jejich náletech se 7. dubna 1945 potopila Jamato, Jahagi a 4 torpédoborce. Na palubě Jamato zahynul spolu s 2497 muži i viceadmirál Itó. Následně byl Itó posmrtně povýšen do hodnosti admirála.